# Société générale pour la fabrication de la dynamite
La Société générale pour la fabrication de la dynamite est une société française, créée en 1875 pour l'exploitation en France du procédé de Dynamit Nobel.

## Historique
En 1861, Alfred Nobel obtient à Paris un prêt du Crédit mobilier lui permettant de fonder un laboratoire à Heleneborg dans le quartier de Södermalm à Stokholm, puis des usines à Vinterviken pour la société « Nitroglycerin Aktiebolaget AB » et Krümmel pour la « Dynamit Nobel AG ». Par la suite, trois sociétés sont créées en Norvège en 1865, aux États-Unis à Little Ferry en 1866, et en France à Liverdun en 1868 en association avec Paul Barbe. Durant la guerre franco-prussienne de 1870, une usine est construite dans l'urgence à Paulilles. A l'issue de la guerre l'usine est fermée, le monopole français interdisant toujours la fabrication de la dynamite par une société privée. Cependant quelques années plus tars, la loi du 8 mars 1875 autorise la production par des établissements privés et permet la fondation de la « Société générale pour la fabrication de la dynamite » (SGFD) dont Nobel et Barbe gèrent le conseil d'administration. 
Au cours des années 1870, différentes entreprises sont fondées en Europe, indépendantes les unes des autres, obligeant Nobel à tenter une restructuration. Les gros producteurs de poudre allemands se mirent d'accord pour former un cartel (ici un « Interesse-Gemeinschaft », sorte de GIE) nommé Deutsche Union et dirigé par Dynamit Nobel pour cinq ans. En 1886, ils développèrent une étroite collaboration avec le cartel de la poudre britannique, la Nobel Dynamite Trust Co., puis parvinrent à la constitution du Cartel Général des fabriques de poudre allemandes et britanniques.
En 1887, Paul Barbe réussit à filialiser les usines d'Europe latine (France, Espagne, Suisse, Italie, Portugal), du Venezuela et du Transvaal au sein de la « Société Centrale de Dynamite » et siégeant au 67 boulevard Haussmann à Paris.
En 1927, la SGFD devient la Société Nobel française qui possède alors les usines de Paulilles, d'Ablon, de La Rivière-Saint-Sauveur, de Villetaneuse, de Stains et de Chauffry,.
De son côté, la SCD devient la Société Centrale Roussel-Nobel en 1953, absorbée par Chimio en 1974.

## Sources
- Notices d'autorité :   - VIAF
  - BnF (données)
  - IdRef
- Patrice Bret, La Compagnie Financière Nobel-Barbe et la création de la Société Centrale de Dynamite (1868-1896), 1996